# دهستان خورخوره (سقز)
دهستان خورخوره (سقز) نام دهستانی در بخش امام شهرستان سقز، استان کردستان در ایران است. بر اساس سرشماری مرکز آمار ایران در سال ۱۳۸۵، جمعیت آن ۷۱۵۴ نفر (۱۲۹۶ خانوار) بوده‌است.